# Pasaporte argentino
El pasaporte argentino,  esⓘ es un documento oficial de viaje expedido por el gobierno de la República Argentina a los ciudadanos argentinos acreditando la identidad y nacionalidad de los mismos ante gobiernos extranjeros. No es necesario presentarlo para ingresar a países integrantes del Mercosur, en cuyo caso basta exhibir el Documento Nacional de Identidad.
De acuerdo al Índice de Restricciones de Visa de la consultora Henley & Partners, realizado en cooperación con la Asociación Internacional de Transporte Aéreo (IATA), el pasaporte argentino es, junto al de Brasil, el segundo pasaporte latinoamericano en cuanto a la cantidad de países sin visa requerida que permite viajar a sus ciudadanos, por debajo del pasaporte chileno, ubicándose en la posición 19 de este ranking a nivel mundial en el año 2021, con un total de 170 naciones libres de visado.
El pasaporte se puede obtener en cada uno de los distritos del país. Este documento tiene validez de 10 años para adultos, y para menores de 18 años de edad, una vigencia de 5 años.
Hasta el 1 de marzo de 2011 se gestionaba ante la Policía Federal Argentina, pasando su confección al Registro Nacional de las Personas, dependiente del Ministerio del Interior.
El 12 de junio de 2012, el Ministerio del Interior y Transporte, anunció nuevas modificaciones en diseño del pasaporte, que incluiría la novedad de un chip electrónico, transformando a la Argentina en uno de los primeros países latinoamericanos en implementar el pasaporte biométrico.
El 29 de agosto de 2018, mediante la disposición 3656/2018 del Registro Nacional de las Personas, se modificó el diseño de la contratapa de los pasaportes, agregando el mapa bicontinental, el cual muestra a la Antártida Argentina en su real proporción con relación al sector continental e insular, según lo establecido por la Ley 26.651, sancionada en 2010.
En la actualidad, la tramitación regular cuesta ARS 35.000; si se gestiona en los shoppings habilitados para tal efecto, tiene un costo adicional de ARS 100. En tanto, el despacho exprés, que se envía al domicilio dentro de las 96 horas, tiene un costo de ARS 70.000, mientras que la tramitación instantánea (entre las 2 y 6 horas), habilitada en los aeropuertos de: Ezeiza, Aeroparque, Rosario, Córdoba, Mendoza y Salta, cuesta ARS 135.000.

## Pasaporte ordinario
De acuerdo con la normativa del Mercosur, es de color azul, con la leyenda MERCOSUR escrita en su parte superior, seguida del nombre del país en español (REPÚBLICA ARGENTINA). El pasaporte biométrico lleva el símbolo de pasaporte electrónico en la parte inferior.
Tiene una página de datos con una zona de lectura mecánica y una fotografía digital del titular del pasaporte. Toda la información está escrita en español e inglés.
- Fotografía.
- Tipo de documento (P de pasaporte).
- Código del país (ARG).
- Número de pasaporte.
- Apellido.
- Nombre.
- Nacionalidad.
- Fecha de nacimiento.
- Número de DNI.
- Sexo.
- Lugar de nacimiento (provincia y código de país).
- Fecha de expedición.
- Fecha de caducidad.
- Firma.
- Huella dactilar.

La versión anterior también incluía:
- Copia del pasaporte (es decir, número de pasaportes que el portador tenía antes del actual).
- Estado civil.
- Número de registro policial.

En el reverso de los pasaportes argentinos aparece un mapa de América del Sur, que muestra la ubicación del país dentro del continente, junto con el Reclamo Antártico Argentino (Antártida Argentina).
Además, cabe destacar que en Argentina se puede emitir un "Pasaporte excepcional para 

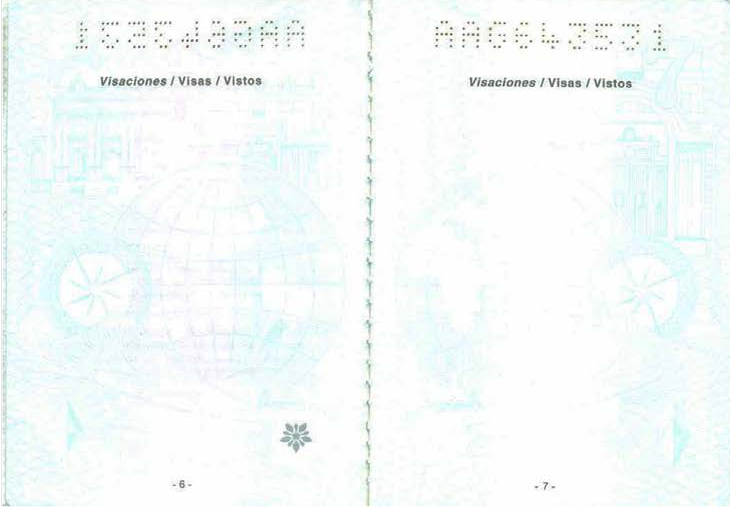
Páginas de visados del pasaporte argentino para Ciudadanos y Extranjeros

extranjeros" a personas no ciudadanas que no pueden obtener su pasaporte nacional. Interesantemente, este pasaporte excepcional es idéntico a los emitidos a los ciudadanos argentinos, sin ninguna diferencia discernible en su apariencia o características. Esta disposición única garantiza que los residentes extranjeros en Argentina que enfrentan dificultades para obtener el pasaporte de su país de origen tengan un documento de viaje válido que esté a la par con el pasaporte argentino regular.

## Mensaje en el pasaporte
Los pasaportes de muchos países contienen un mensaje dirigido a las autoridades de otros países en el que se identifica al portador como ciudadano del país emisor, se solicita que se le permita la entrada y el paso por el otro país y se pide que, cuando sea necesario, se le preste una asistencia acorde con las normas internacionales. En los pasaportes argentinos, el mensaje está en español, inglés, portugués y francés. El mensaje es:

En español:
En nombre del Gobierno de la República Argentina, la autoridad que expide el presente pasaporte ruega y solicita a todos aquellos a quienes pueda concernir, dejen pasar libremente a su titular y le presten la asistencia y protección necesaria.
En inglés:
The Government of the República Argentina hereby requests all whom it may concern, to permit the bearer to pass without delay or hindrance and in case of need, to give all lawful aid and protection.
En portugués:
Em nome do Governo da República Argentina, a autoridade que concede o presente passaporte roga e solicita às autoridades competentes, deixar passar livremente o titular e prestar-lhe toda a assistência e proteção necessária.
En francés:
Au nom du Gouvernement de la République Argentine, l'autorité qui délivre le présent passeport demande à tous ceux qui pourraient être concernés, de laisser passer librement son titulaire et lui prêter l'assistance et la protection nécessaire.

## Otros tipos de pasaporte

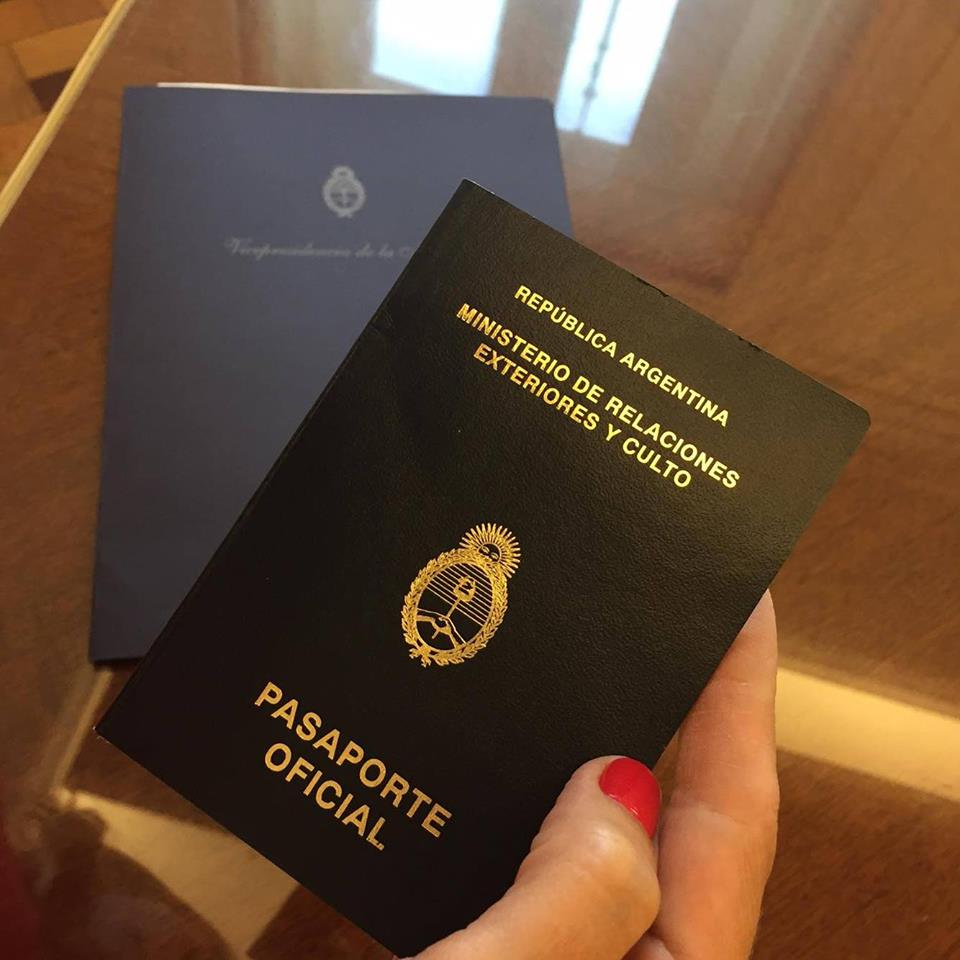
Pasaporte oficial argentino

El Ministerio de Relaciones Exteriores de Argentina también expide pasaportes diplomáticos (de color azul) a los diplomáticos argentinos acreditados en el exterior y a sus dependientes con derecho a ello, y a los ciudadanos que residen en Argentina y viajan al exterior por razones diplomáticas. Asimismo, el Ministerio emite pasaportes oficiales (de color azul) a los funcionarios públicos destinados en el exterior, en forma permanente o temporaria, y a sus dependientes, y a los miembros del Congreso que viajan al exterior en misión oficial.

### Pasaporte oficial argentino
En circunstancias especiales, si una mujer es apátrida pero está casada con un ciudadano argentino, la Policía Federal expedirá un Pasaporte de Esposa de Argentino para poder salir del país. Lo mismo se aplica a los menores de 18 años que fueron adoptados por padres argentinos.

## Fotografía
El proceso de captura de imágenes para el Pasaporte Ordinario para Argentinos, el Documento de Viaje para Apátridas o Refugiados, así como el Pasaporte Excepcional para Extranjeros, está regulado por la legislación argentina, específicamente en los artículos 30 y 31.

### Requisitos según el Artículo 30
De acuerdo con el Artículo 30, la imagen fotográfica que se incorporará en los mencionados documentos debe cumplir con ciertos estándares. La fotografía debe ser actual, capturada de frente y en medio busto, con la cabeza completamente descubierta. Se requiere que la imagen sea a color, con un fondo blanco y liso de dimensiones 4 cm x 4 cm. Este formato permite una visualización fiel de los rasgos faciales del titular al momento de gestionar la expedición del documento. Es esencial que la imagen carezca de alteraciones o falseamientos de las características faciales, respetando el derecho de identidad en sus aspectos de género, cultura o religión.
Además, se especifica que los ojos deben estar abiertos, y no se pueden observar manos de terceros que sostengan la fotografía.

### Excepciones según el Artículo 31
El Artículo 31 establece excepciones al Artículo 30, permitiendo solicitar ajustes en la fotografía bajo ciertas circunstancias. Por motivos religiosos o de tratamientos de salud, se puede requerir la cobertura del cabello, siempre y cuando los rasgos principales del rostro sean visibles. También, en casos donde por motivos religiosos se cubra parcial o totalmente el rostro, el titular puede solicitar que el trámite y la fotografía se realicen en un lugar reservado y mediante agentes del mismo sexo, manteniendo las características mencionadas en el Artículo 30.

## Documentos Requeridos para Solicitar el Pasaporte en Argentina
Las personas que soliciten un pasaporte en Argentina deben cumplir con requisitos específicos de documentación. A continuación, se detallan los documentos necesarios para aquellos mayores de 18 años:
- DNI Tarjeta Vigente:
  - Se requiere DNI Tarjeta (Documento Nacional de Identidad) actual y válido.

- Pasaporte Anterior (Recomendado pero No Obligatorio):

- Aunque se recomienda, no es obligatorio presentar un pasaporte anterior.

- Para Personas Incapaces:

- Testimonio Judicial de Tutela o Autorización:
- En el caso de personas incapaces, se debe presentar un testimonio judicial que designe al o los tutores o la autorización correspondiente.
  - DNI del Tutor o Persona Autorizada:
- Se debe presentar el DNI de la o las personas designadas como tutores o autorizadas judicialmente.
- Consentimiento Expreso del Tutor Legal:
- Se requiere el consentimiento explícito del tutor legal, indicando que su ejercicio no está limitado. En caso contrario, se debe suplir con autorización judicial.

### Para Solicitantes Menores de 18 Años
Además de los requisitos anteriores, los solicitantes menores de 18 años deben cumplir con lo siguiente:
- Acompañamiento del Padre, Madre o Representante Legal:
- Es obligatoria la presencia de un padre, madre o representante legal junto con su DNI vigente. -
- Permiso para Tramitar Pasaporte sin Presencia de los Padres:
- Se necesita un permiso escrito, certificado por una autoridad pertinente (escribano o juez), que indique expresamente que la autorización abarca pasaportes, DNIs, documentos de viaje u otras referencias específicas similares. -
  - Menores Emancipados:  Los menores emancipados deben proporcionar un testimonio judicial firmado por la autoridad competente según las leyes aplicables.

### Para Acreditación del Representante Legal
- Documento Judicial o Testimonio de Tutela del Menor:
- Un documento judicial o testimonio de tutela del menor, otorgado por el juzgado y con el sello y firma del juez o del secretario o funcionario autorizado para extender oficios en cumplimiento de mandas judiciales. - Autorización para Menores en Instituciones:
- Si el menor se encuentra en una institución, se requiere una autorización de representación firmada y sellada por la autoridad competente correspondiente.
- Documento Judicial o Testimonio de Guarda Provisoria con Fines de Adopción:
- En casos de guarda provisoria con fines de adopción, se necesita un documento judicial o testimonio firmado y sellado por el juez o el funcionario autorizado a extender oficios en cumplimiento de mandas judiciales.[8]

## Múltiple Pasaporte
La emisión y posesión de pasaportes en la República Argentina se rige por el Artículo 9° de la ley pertinente. Según este artículo, cada individuo tiene el derecho de poseer un único Pasaporte Ordinario para Argentinos, Documento de Viaje para Apátridas o Refugiados, o Pasaporte Excepcional para Extranjeros. Se exceptúan aquellos individuos que dispongan de un pasaporte diplomático, oficial o especial otorgado por el MINISTERIO DE RELACIONES EXTERIORES Y CULTO.
Para realizar viajes internacionales, los ciudadanos argentinos deben obligatoriamente estar en posesión del Pasaporte Ordinario para Argentinos, a menos que se apliquen excepciones establecidas en Convenios Internacionales o regulaciones específicas. Los apátridas o refugiados deben llevar consigo el Documento de Viaje correspondiente, mientras que los extranjeros residentes en la REPÚBLICA ARGENTINA que acrediten razones humanitarias o de fuerza mayor deben portar el Pasaporte Excepcional para Extranjeros.

## Visado

Requerimientos de visado para ciudadanos argentinos en el mundo.
Ingreso permitido sólo con Documento Nacional de Identidad
Visa liberada
Visado a la llegada (VOA)
eVisa
Visa disponible tanto a la llegada como en línea
Solicitan visa para todo ingreso antes de la llegada

### América
- Anguila
- Antigua y Barbuda
- Aruba
- Bahamas
- Barbados
- Bermudas
- Bolivia
- Brasil
- Canadá
- Islas Caimán
- Chile
- Colombia
- Costa Rica
- Dominica
- República Dominicana
- Ecuador
- El Salvador
- Guayana Francesa
- Granada
- Guatemala
- Guadalupe
- Guyana
- Haití
- Honduras
- Jamaica
- Martinica
- México
- Antillas Neerlandesas
- Nicaragua
- Panamá
- Paraguay
- Perú
- San Cristóbal y Nieves
- Santa Lucía
- San Pedro y Miquelón
- San Vicente y las Granadinas
- Trinidad y Tobago
- Uruguay
- Venezuela
- Islas Vírgenes Británicas

### África
- Botsuana
- Comoras (VOA)
- Yibuti (VOA)
- Egipto (VOA)
- Etiopía (VOA)
- Madagascar (VOA)
- Mauricio (VOA)
- Mayotte
- Marruecos
- Mozambique (VOA)
- Reunión
- Seychelles
- Sudáfrica
- Tanzania (VOA)
- Togo (VOA)
- Túnez
- Zambia (VOA)
- Zimbabue (VOA)

### Asia
- Bangladés (VOA)
- Camboya (VOA)
- China
- Emiratos Árabes Unidos
- Timor Oriental (VOA)
- Hong Kong
- Indonesia
- Israel
- Jordania (VOA)
- Japón
- Corea del Sur
- Laos (VOA)
- Líbano (VOA)
- Macao (VOA)
- Malasia
- Maldivas
- Mongolia
- Nepal (VOA)
- Omán (VOA)
- Filipinas
- Singapur
- Siria (VOA)
- Sri Lanka (VOA)
- Tayikistán (VOA)
- Tailandia

### Europa
- Unión Europea
- Albania
- Andorra
- Armenia
- Azerbaiyán (VOA)
- Bosnia y Herzegovina
- Georgia (VOA)
- Islandia
- Liechtenstein
- Macedonia del Norte
- Moldavia
- Mónaco
- Montenegro
- Noruega
- Reino Unido
- Rusia
- San Marino
- Serbia
- Suiza
- Turquía
- Ucrania
- Ciudad del Vaticano

### Oceanía
- Islas Cook
- Fiyi
- Polinesia Francesa
- Kiribati
- Islas Marshall
- Micronesia
- Nueva Caledonia
- Nueva Zelanda
- Niue
- Palaos
- Papúa Nueva Guinea (VOA)
- Samoa
- Islas Salomón
- Timor Oriental (VOA)
- Tokelau
- Tonga
- Tuvalu
- Vanuatu
- Wallis y Futuna